# Zmarli w grudniu 2024

## Grudzień 2024
- 31 grudnia
  - Angelo Amato – włoski duchowny rzymskokatolicki, arcybiskup, sekretarz Kongregacji Nauki Wiary (2003–2008), kardynał[1]
  - Maria Bakka – polska aktorka[2]
  - Piotr Freyberg – polski ekonomista i dyplomata, stały przedstawiciel Polski przy GATT (1986–1991)[3]
  - Wit Jaworski – polski filozof, nauczyciel akademicki, dr hab., poeta, pisarz i eseista, współtwórca grupy poetyckiej „Teraz”[4]
  - Tom Johnson(inne języki) – amerykański kompozytor, krytyk muzyczny[5]
  - Jan Kramnicz – polski samorządowiec, wójt gminy Giby (1991–2018)[6]
  - Andreas Laun – austriacki duchowny rzymskokatolicki, biskup pomocniczy Salzburga (1995–2017)[7]
  - Buddy MacKay – amerykański polityk i prawnik, członek Izby Reprezentantów (1983–1989), wicegubernator (1991–1998) i gubernator Florydy (1998–1999)[8]
  - Roger Pratt – brytyjski operator filmowy[9]
  - Piotr Pytlakowski – polski dziennikarz i scenarzysta[10]
  - Arnold Rüütel – estoński agronom, nauczyciel akademicki, polityk, prezydent (2001–2006)[11]
  - Fraser Stoddart – brytyjski chemik, profesor, laureat Nagrody Nobla (2016)[12]
- 30 grudnia
  - Wolfgang de Beer – niemiecki piłkarz[13]
  - Irena Brodzińska – polska śpiewaczka  operetkowa, tancerka, aktorka teatralna i filmowa[14]
  - John Capodice(inne języki) – amerykański aktor[15]
  - Krzysztof Dumieński – polski producent i dystrybutor filmowy, prezes Best Film[16]
  - Dżamszid ibn Abd Allah – ostatni sułtan Zanzibaru (1963–1964)[17]
  - William Eschmeyer – amerykański ichtiolog i taksonom, profesor[18]
  - Ruggero Franceschini – włoski duchowny rzymskokatolicki, kapucyn, wikariusz apostolski Anatolii (1993–2004), arcybiskup Izmiru  (2004−2015)[19]
  - Kim Soo-han(inne języki) – południowokoreański polityk, przewodniczący Zgromadzenia Narodowego (1996–1998)[20]
  - Giennadij Kowalow – rosyjski biathlonista, mistrz świata (1973)[21]
  - Pascal Lainé – francuski pisarz, dramaturg i eseista[22]
  - Braulio Rafael León Villegas – meksykański duchowny rzymskokatolicki, biskup Ciudad Guzmán (1999–2017)[23]
  - Hassan Mgaya – tanzański bokser[24]
  - Hugo Sotil – peruwiański piłkarz, zdobywca Copa América (1975), uczestnik mistrzostw świata (1978)[25]
  - Jacek Wojciechowski – polski bibliotekoznawca, profesor, dyrektor WBP w Krakowie (1996–2003)[26]
- 29 grudnia
  - Jimmy Carter – amerykański polityk, gubernator Georgii (1971–1975), 39. prezydent Stanów Zjednoczonych (1977–1981), laureat Pokojowej Nagrody Nobla (2002)[27]
  - Kazimierz Galaś – polski autor tekstów piosenek[28]
  - Tomiko Itooka – japońska suprestulatka, od 12 grudnia 2023 najstarsza osoba żyjąca na świecie[29]
  - Linda Lavin(inne języki) – amerykańska aktorka[30]
  - Oscar Schneider – niemiecki polityk i prawnik, poseł do Bundestagu (1969–1994), minister zagospodarowania przestrzennego, budownictwa i rozwoju miast (1982–1989)[31]
  - Magnus Sjöberg – szwedzki prawnik, prokurator generalny (1978–1989)[32]
- 28 grudnia
  - Charles Dolan – amerykański przedsiębiorca, miliarder, założyciel sieci HBO[33]
  - Martin Karplus – amerykańsko-austriacki chemik, profesor, laureat Nagrody Nobla (2013)[34]
  - Émile Lejeune – belgijski piłkarz[35]
  - Barre Phillips – amerykański kontrabasista jazzowy[36]
  - Jan Socha – polski inżynier, dr. hab., pracownik Instytutu Mechaniki Precyzyjnej[37]
  - Jana Synková(inne języki) – czeska aktorka[38]
  - Barbara Matysiak – polska regionalistka i publicystka[39][40]
- 27 grudnia
  - Daniele Bagnoli – włoski trener siatkarski[41]
  - Dayle Haddon – kanadyjska modelka i aktorka[42]
  - Olivia Hussey – brytyjska aktorka[43]
  - Arnold Orowae – papuaski duchowny rzymskokatolicki, biskup Wabag (2008–2024)[44]
  - Stanisław Szado – polski bokser[45]
  - Charles Shyer – amerykański reżyser, scenarzysta i producent filmowy[46]
- 26 grudnia
  - Czesław Chociej – polski ekonomista i działacz kombatancki, żołnierz Armii Krajowej podczas II wojny światowej[47]
  - Janusz Garlicki – polski ortopeda, lekarz reprezentacji Polski w piłce nożnej[48]
  - OG Maco – amerykański raper[49]
  - Manmohan Singh – indyjski ekonomista i polityk, premier (2004–2014)[50]
  - Rusłan Solanyk – ukraiński piłkarz[51]
  - Jannet Wanja – kenijska siatkarka i trenerka, olimpijka (2004)[52]
  - Bogdan Zeidler – polski działacz piłkarski, prezes Lecha Poznań (1980–1991)[53]
- 25 grudnia
  - Dulce(inne języki) – meksykańska piosenkarka[54]
  - Eric Hänni – szwajcarski judoka, wicemistrz olimpijski (1964), medalista mistrzostw Europy (1964)[55]
  - Ney Latorraca(inne języki) – brazylijski aktor[56]
  - Jan Majewski – polski wojskowy i dyplomata, pułkownik, ambasador w Tajlandii (1979–1983), podsekretarz stanu w MSZ (1985–1992)[57]
  - Carlos Pedroso – kubański szermierz, mistrz świata (1997), medalista olimpijski (2000)[58]
  - Stanisław Rogowski – polski prawnik, nauczyciel akademicki i polityk, poseł na Sejm X i II kadencji, Rzecznik Ubezpieczonych (1995–2007)[59][60]
  - Jan Skóra – polski lekarz, chirurg naczyniowy, profesor[61]
  - Suzuki Osamu(inne języki) – japoński przedsiębiorca, prezes Suzuki Motor Corporation (1978–2021)[62]
  - Józef Sylwestrzak – polski geograf i geomorfolog[63]
- 24 grudnia
  - Nils Aaness – norweski łyżwiarz szybki, mistrz Europy (1963), medalista mistrzostw świata (1963), olimpijczyk (1960, 1964)[64]
  - Claudia Baccarini(inne języki) – włoska superstulatka[65]
  - Maria Bełtowska-Brzezinska – polska chemiczka, profesor[66]
  - Dési Bouterse – surinamski wojskowy i polityk, prezydent (2010–2020)[67][68]
  - Curtis Cheek – amerykański brydżysta sportowy, World Master (WBF)[69]
  - Pascal Hervé – francuski kolarz szosowy[70]
  - Juozas Juocevičius – litewski bokser, mistrz Europy (1971)[71]
  - Richard Perry(inne języki) – amerykański producent muzyczny[72]
  - Jerzy Ringwelski – polski trener piłki ręcznej[73]
  - Franciszek Siwiec – polski samorządowiec, wiceprezydent Kędzierzyna-Koźla (1977–1990)[74]
- 23 grudnia
  - Shyam Benegal(inne języki) – indyjski reżyser i scenarzysta filmowy[75]
  - Mihály Gellér – węgierski skoczek narciarski, olimpijczyk (1968)[76]
  - Wacław Gluth-Nowowiejski – polski dziennikarz, publicysta, pisarz, varsavianista, uczestnik powstania warszawskiego[77]
  - Sophie Hediger – szwajcarska snowboardzistka, olimpijska (2022), mistrzyni Uniwersjady (2023)[78]
  - Mieczysław Kolasa – polski piłkarz[79]
  - Angus MacInnes(inne języki) – kanadyjski aktor[80]
  - Paweł Migula – polski biolog, profesor, prorektor UŚ (1992–1995), dziekan WBiOŚ UŚ (2002–2008)[81]
  - Helmut Schlesinger(inne języki) – niemiecki ekonomista, prezes Niemieckiego Banku Federalnego (1991–1993)
  - Nguyễn Quyết(inne języki) – wietnamski wojskowy i polityk, generał, wiceprzewodniczący Rady Państwa (1987–1992)[82]
- 22 grudnia
  - Augusto Rollandin – włoski polityk i samorządowiec, prezydent regionu Dolina Aosty (1984–1990 i 2008–2017), senator (2001–2006)[83]
- 21 grudnia
  - Stephen Chmilar – kanadyjski duchowny greckokatolicki, eparcha Toronto (2003–2019)[84]
  - Art Evans(inne języki) – amerykański aktor[85]
  - Hannelore Hoger(inne języki) – niemiecka aktorka[86]
  - Adam Kubiś – polski duchowny rzymskokatolicki, teolog, profesor, protonotariusz apostolski, rektor PAT (1992–1998)[87]
  - Maïté(inne języki) – francuska restauratorka i prezenterka telewizyjna[88]
  - Don Martina(inne języki) – antylski polityk, premier Antyli Holenderskich (1979–1984 i 1986–1988)[89][90]
  - Stanisław Wabnic(inne języki) – polski inżynier metalurg i samorządowiec, burmistrz Ostrzeszowa (1990–1998 i 2002–2010)[91]
  - Andrzej Walczak – polski lekkoatleta, oszczepnik[92]
- 20 grudnia
  - Sugar Pie DeSanto(inne języki) – amerykańska piosenkarka i tancerka R&B[93]
  - George Eastham – angielski piłkarz i trener, mistrz świata (1966)[94]
  - Giovanni Graber – włoski saneczkarz, olimpijczyk (1964, 1968), mistrz (1962) i wicemistrz świata (1957)[95]
  - Ann Hartley(inne języki) – nowozelandzka polityczka, członkini Izby Reprezentantów (2005–2008)[96]
  - Rickey Henderson – amerykański baseballista[97]
  - Thierry Jacob – francuski bokser, mistrz świata WBC (1990–1992)[98]
  - Krzysztof Marchewka – polski piłkarz, zawodnik Unii Hrubieszów i Stali Mielec[99]
  - Jerzy Martynów – polski malarz, rzeźbiarz i architekt[100]
  - Josef Schnusenberg – niemiecki prawnik i działacz piłkarski, prezes FC Schalke 04 (2007–2010)[101]
  - Lesław Topór-Kamiński(inne języki) – polski inżynier elektryk, profesor, dziekan Wydziału Elektrycznego PŚ (2005–2012)[102]
  - George Zebrowski – amerykański pisarz, wydawca i krytyk science fiction polskiego pochodzenia[103]
  - Helena Zeťová – czeska piosenkarka[104]
- 19 grudnia
  - Margalida Castro(inne języki) – kolumbijska aktorka[105]
  - Zofia Dąbrowska(inne języki) – polska artystka rzeźbiarka, profesor UMK[106]
  - Martha Keys(inne języki) – amerykańska polityczka, członkini Izby Reprezentantów (1975–1979)[107]
  - Gaboro(inne języki) – szwedzki raper[108]
  - Barry N. Malzberg(inne języki) – amerykański pisarz science fiction i fantasy[109]
  - Svitlana Oleshko(inne języki) – ukraińska reżyserka teatralna, założycielka Teatru Studio „Arabeski”(inne języki) w Charkowie[110]
  - Robert Paul – kanadyjski łyżwiarz figurowy, mistrz świata (1957, 1958, 1959, 1960), mistrz olimpijski (1960)[111]
  - Janusz Szkutnik – polski historyk, antykwariusz i polityk[112]
  - Federico Mayor Zaragoza – hiszpański polityk, biochemik, profesor, minister edukacji i nauki (1981–1982), poseł do PE II kadencji (1987), dyrektor generalny UNESCO (1987–1999)[113]
- 18 grudnia
  - Cosmas Michael Angkur – indonezyjski duchowny rzymskokatolicki, franciszkanin, biskup Bogor (1994–2013)[114]
  - Stanisław Cieślak – polski puzonista i pianista jazzowy[115]
  - Dietmar Constantini – austriacki piłkarz i trener[116]
  - Carole Crawford(inne języki) – jamajska modelka, zwyciężczyni konkursu Miss World (1963)[117]
  - Władimir Dorochow – rosyjski siatkarz, mistrz olimpijski (1980), świata (1978, 1982) i Europy (1975, 1977, 1979, 1981)[118]
  - Slim Dunlap(inne języki) – amerykański muzyk rockowy, gitarzysta zespołu The Replacements (1987–1991)[119]
  - Wachtang Golandzija(inne języki) – abchaski polityk, deputowany do parlamentu Abchazji[120]
  - Frank Kendrick – amerykański koszykarz i trener[121]
  - Steve Lewinson(inne języki) – brytyjski basista, członek zespołu Simply Red[122]
  - Tomasz Schoen – polski matematyk, profesor[123]
  - Miet Smet – belgijska polityczka, minister pracy (1992–1999), posłanka do PE V kadencji, żona Wilfrieda Martensa[124]
  - Rik Van Looy – belgijski kolarz szosowy, mistrz świata (1960, 1961)[125]
  - Klaus Wolfermann – niemiecki lekkoatleta, oszczepnik, mistrz olimpijski (1972)[126]
- 17 grudnia
  - Marek Boczar – polski chemik, dr hab., profesor UJ[127]
  - Nicholas Chia – singapurski duchowny rzymskokatolicki, arcybiskup Singapuru (2001–2013)[128]
  - Eliasz (Ojaperv) – estoński duchowny prawosławny, biskup Tartu (2009–2024)[129]
  - Aigars Fadejevs – łotewski lekkoatleta, chodziarz, wicemistrz olimpijski (2000) i Europy (1998)[130]
  - Janusz Gazda(inne języki) – polski dziennikarz, krytyk i scenarzysta filmowy[131]
  - Patricia Johnson – angielska śpiewaczka operowa (mezzosopran)[132]
  - Igor Kiriłłow – rosyjski wojskowy, generał porucznik Sił Zbrojnych Federacji Rosyjskiej[133]
  - Mikałaj Kryżanouski – białoruski inżynier i polityk, parlamentarzysta (1990–1995)[134]
  - William Labov – amerykański językoznawca, socjolingwista, profesor[135]
  - Marisa Paredes – hiszpańska aktorka[136]
  - Andrzej Samolewicz – polski taternik i himalaista[137]
  - Zofia Sordyl – polska śpiewaczka ludowa, laureatka Nagrody im. Oskara Kolberga[138][139]
  - Jerzy Swałtek – polski architekt wnętrz, profesor, prodziekan WAW ASP w Krakowie (1996–1999)[140][141]
  - Ewelina Ślotała – polska modelka, pisarka[142]
  - Jānis Timma – łotewski koszykarz, medalista mistrzostw Europy U-18 (2010)[143]
- 16 grudnia
  - Anita Bryant – amerykańska piosenkarka i działaczka chrześcijańska[144]
  - Richard Easterlin(inne języki) – amerykański ekonomista, odkrywca paradoksu Easterlina[145]
  - Enver Hadžihasanović(inne języki) – boszniacki wojskowy, generał, zbrodniarz wojenny[146]
  - Etienne Nguyễn Như Thể – wietnamski duchowny rzymskokatolicki, arcybiskup Hue (1998–2012)[147]
  - Kader Rahman –  hongkoński hokeista na trawie, olimpijczyk (1964)[148]
  - Yoshio Taniguchi(inne języki) – japoński architekt[149].
  - Dick Van Arsdale – amerykański koszykarz, mistrz uniwersjady (1965)[150][151]
  - Wittekind Waldeck-Pyrmont – niemiecki arystokrata, głowa rodu książęcego Waldeck-Pyrmont (1967–2024)[152]
- 15 grudnia
  - Krystian Betliński(inne języki) – polski nauczyciel i samorządowiec, burmistrz Piotrkowa Kujawskiego (2024)[153][154]
  - Ołeksij Drozdenko – ukraiński piłkarz i trener[155]
  - Krystyna Ejsmont – polska pielęgniarka i polityczka, posłanka na Sejm X kadencji (1989–1991)[156]
  - Zakir Hussain – indyjski muzyk, tablista, laureat Nagrody Kioto (2022)[157]
  - Sławomir Marczewski – polski lekarz, polityk i samorządowiec, poseł na Sejm II kadencji (1993–1997), radny Sejmiku Województwa Świętokrzyskiego (1999–2018)[158]
  - Pavel Pospíšil – czesko-niemiecki kucharz i restaurator[159]
  - Maja Wójcik – polska reżyserka filmów dokumentalnych[160]
- 14 grudnia
  - Isak Andic – hiszpański przedsiębiorca, miliarder, założyciel sieci sklepów odzieżowych Mango[161]
  - Mircea Diaconu – rumuński aktor, polityk, minister kultury (2012), poseł do PE (2014–2019), kandydat na prezydenta (2019)[162]
  - Silvino Francisco – południowoafrykański snookerzysta, zwycięzca turnieju British Open (1985)[163]
  - Jacek Łukaszewski – polski aktor[164]
  - John M. Spratt Jr. – amerykański polityk i prawnik, członek Izby Reprezentantów (1983–2011)[165]
  - Josef Taus(inne języki) – austriacki polityk, parlamentarzysta (1975–1991), przewodniczący ÖVP (1975–1979)[166]
  - Jakiw Tkaczenko(inne języki) – ukraiński aktor i żołnierz[167][168]
  - Artur Wójcik – polski trener siatkarski[169]
  - Klaus Wöller(inne języki) – niemiecki piłkarz ręczny, wicemistrz olimpijski (1984)[170]
  - Rafał Żebrowski – polski historyk, dr hab., publicysta, pisarz i poeta[171]
- 13 grudnia
  - Kevin Andrews – australijski polityk i prawnik, członek Izby Reprezentantów (1991–2022), minister obrony (2014–2015)[172]
  - Jon Camp – brytyjski muzyk rockowy, basista zespołu Renaissance (1972–1985)[173]
  - Tadeusz Chrobak – polski kartograf, profesor, prodziekan WGGiIŚ AGH (2002–2005)[174]
  - Jacek Danel – polski historyk, nauczyciel, dziennikarz i samorządowiec, redaktor naczelny Korso (1996–2002)[175][176]
  - Diane Delano(inne języki) – amerykańska aktorka[177]
  - Charles Handy – irlandzki teoretyk zarządzania[178]
  - Henk Herrenberg(inne języki) – surinamski polityk i dyplomata, minister spraw zagranicznych (1986–1987)[179]
  - Jacek Krawczewski – polski dziennikarz, szef portalu polskieradio24.pl (2024)[180]
  - Halina Lercher – polska aktorka[181]
  - Janusz Malik – polski przedsiębiorca, współzałożyciel Muzycznego Radia[182]
  - Maria Terlecka(inne języki) – polska dziennikarka i publicystka[183]
- 12 grudnia
  - Ernie Beck – amerykański koszykarz[184]
  - Wolfgang Becker – niemiecki reżyser i scenarzysta filmowy[185]
  - Lee Edwards – amerykański historyk, pisarz i publicysta[186]
  - Dănuț Grecu(inne języki) – rumuński gimnastyk sportowy, mistrz świata (1974), medalista olimpijski (1976)[187]
  - Amaury Pasos – brazylijski koszykarz, mistrz świata (1959, 1963), medalista olimpijski (1960, 1964)[188]
  - Alain Pompidou – francuski lekarz, profesor i polityk, poseł do PE (1989–1999), prezes EPO (2004–2007)[189]
  - Martial Solal(inne języki) – francuski pianista i kompozytor jazzowy[190]
  - Wolfgang Steiert – niemiecki skoczek narciarski i trener[191]
  - David Weatherley(inne języki) – nowozelandzki aktor[192]
- 11 grudnia
  - Hannes Androsch(inne języki) – austriacki ekonomista, przedsiębiorca i polityk, minister finansów (1970–1981), wicekanclerz (1976–1981)[193]
  - Wojciech Jakubowski – polski grafik i muzealnik[194]
  - Wojciech Kądziela – polski biofizyk, dr hab., profesor UMK, dziekan WBiNoZ UMK (1993–1996)[195]
  - Jim Leach – amerykański polityk i politolog, członek Izby Reprezentantów (1977–2007)[196]
  - Albert Starr – amerykański lekarz kardiochirurg, współtwórca pierwszej sztucznej zastawki serca[197]
  - Marek Żyliński – polski inżynier, polityk, urzędnik państwowy i samorządowiec, wicewojewoda warmińsko-mazurski (1999–2001), poseł na Sejm IV kadencji (2001–2005), burmistrz Zalewa (2010–2024)[198]
- 10 grudnia
  - Michael Cole(inne języki) – amerykański aktor[199]
  - Andrea Kékesy – węgierska łyżwiarka figurowa, mistrzyni świata (1949), wicemistrzyni olimpijska (1948)[200]
  - Mahieddine Khalef – algierski trener piłkarski[201]
  - S.M. Krishna(inne języki) – indyjski polityk, minister spraw zagranicznych (2009–2012)[202]
  - Teresa Miszkin – polska malarka, profesor, dziekan Wydziału Malarstwa i Grafiki ASP w Gdańsku (2002–2008)[203][204]
  - Bogusław Musiatowicz – polski lekarz, patomorfolog, profesor, dziekan Wydziału Lekarskiego AMB (1990–1996), prorektor AMB (1996–1999)[205]
  - Edward Nieznański – polski filozof i logik, profesor, prorektor ATK (1990–1996)[206]
  - Aleksander Oczkowski – polski kierowca rajdowy i wyścigowy[207][208]
  - Wiktor Pysz – polski hokeista i trener, selekcjoner reprezentacji Polski (1999–2004 i 2009–2012)[209]
  - Serhij Raluczenko – ukraiński piłkarz i trener[210][211]
- 9 grudnia
  - Nikki Giovanni(inne języki) – amerykańska poetka i pisarka[212]
  - Bogusław Grzesik – polski inżynier elektrotechnik, dr hab., profesor PŚ, dziekan Wydziału Elektrycznego PŚ (1999–2005)[213]
  - Gerd Heidemann – niemiecki dziennikarz, związany ze sprawą publikacji fałszywych Dzienników Hitlera[214]
  - Janusz Jackowski – polski trener lekkoatletyczny, profesor[215]
  - Marian Młynarski – polski biolog, herpetolog, profesor, członek Szarych Szeregów i działacz harcerski[216]
- 8 grudnia
  - Şerif Gören – turecki reżyser i scenarzysta filmowy[217]
  - Genadij Krajevskij(inne języki) – litewski pięściarz, olimpijczyk (2016)[218]
  - Barbara Kunicka-Michalska – polska prawniczka, karnistka, profesor[219]
  - Mirosław Kurkowski – polski informatyk, doktor habilitowany nauk technicznych, wykładowca akademicki[220][221]
  - Marthe Katrine Myhre(inne języki) – norweska triathlonistka i biegaczka narciarska[222]
  - Erwin Nypels – holenderski polityk i ekonomista, minister mieszkalnictwa i planowania przestrzennego (1982)[223]
  - Nikos Sarnganis – grecki piłkarz[224]
  - Jean Khamsé Vithavong – laotański duchowny rzymskokatolicki, oblat, biskup, wikariusz apostolski Wientian (1984–2017)[225]
- 7 grudnia
  - Jewgienij Alejnikow – rosyjski strzelec sportowy, medalista olimpijski (2000)[226]
  - Stanisław Gucma – polski inżynier, profesor, kapitan ż.w., rektor Wyższej Szkoły Morskiej (1996–2002) i Akademii Morskiej w Szczecinie (2008–2016)[227]
  - Josyp Witebski – ukraiński szermierz, mistrz świata (1967), wicemistrz olimpijski (1968)[228]
- 6 grudnia
  - Witalij Dyrdyra – ukraiński żeglarz sportowy, mistrz olimpijski (1972)[229]
  - Jean Keyrouz – libański narciarz alpejski, olimpijczyk (1956, 1964)[230]
  - Leszek Kosiński – polsko-kanadyjski geograf i demograf, profesor, powstaniec warszawski, sekretarz generalny IGU (1984–1992)[231][232]
  - Jerzy Kowalczyk – polski żużlowiec, drużynowy mistrz Polski (1974)[233]
  - Joachim Masarczyk – polski inżynier górnik i polityk, poseł na Sejm X kadencji (1989–1991)[234][235]
  - Phelekezela Mphoko – zimbabweński polityk i dyplomata, drugi wiceprezydent Zimbabwe (2014–2017)[236][237]
  - Miho Nakayama – japońska aktorka, piosenkarka, modelka[238]
  - Andrzej Piliczewski – polski reżyser i scenarzysta filmów animowanych[239]
  - Dickie Rock – irlandzki piosenkarz, uczestnik Konkursu Piosenki Eurowizji (1966)[240]
  - Ryszard Rojek – polski inżynier automatyki i robotyki, profesor, nauczyciel akademicki związany z politechnikami we Wrocławiu i Opolu[241]
  - Stanisław Tym – polski aktor, satyryk, scenarzysta i reżyser filmowy[242]
- 5 grudnia
  - Wanda Adamska – polska polityk i rolnik, posłanka na Sejm PRL VIII kadencji (1980–1985)[243]
  - Stanisław Pasternak – polski poeta i prozaik[244]
  - Jacques Roubaud(inne języki) – francuski matematyk, pisarz, poeta i tłumacz[245]
  - Leszek Szemel – polski pływak i piłkarz wodny[246]
  - José de la Torre(inne języki) – hiszpański aktor[247]
  - Jewgienij Wielichow – rosyjski fizyk, akademik[248]
- 4 grudnia
  - Brygida – księżniczka szwedzka, księżna Hohenzollern-Sigmaringen, siostra króla Karola XVI Gustawa[249]
  - Lucien Kassi-Kouadio – iworyjski piłkarz[250]
  - Ambroise Sarr – senegalski zapaśnik, mistrz Afryki (1981) i Igrzysk Afrykańskich (1987)[251]
  - Wojciech Stec – polski chemik, profesor, wiceprezes PAN (2007–2010)[252]
  - Anzelm Szteinke – polski duchowny rzymskokatolicki, franciszkanin, historyk i teolog[253]
- 3 grudnia
  - Benjamin B. Blackburn(inne języki) – amerykański polityk i prawnik, członek Izby Reprezentantów (1967–1975)[254]
  - John Cummins – amerykański duchowny rzymskokatolicki, biskup Oakland (1977–2003)[255]
  - Frederick Henry – kanadyjski duchowny rzymskokatolicki, biskup Thunder Bay (1995–1998) i Calgary (1998–2017)[256]
  - Ali Krasniqi – jugosłowiański i kosowski pisarz oraz działacz społeczny narodowości romskiej[257]
  - Ecaterina Oancia – rumuńska wioślarka, sterniczka, mistrzyni olimpijska (1984) i świata (1987, 1989)[258]
  - Rafał Piotrowski – polski piłkarz[259][260]
  - Andrzej Sokołowski  – polski działacz państwowy i inżynier, wiceprzewodniczący Komisji Planowania przy Radzie Ministrów (1987–1988)[261]
  - Maria Szymanowicz – polska organistka i muzykolog, dr hab., profesor KUL[262]
  - Tan Howe Liang – singapurski sztangista, wicemistrz olimpijski (1960)[263]
  - Dragoljub Raša Todosijević – serbski artysta sztuk wizualnych, rzeźbiarz i performer[264]
  - Leszek Ułasiewicz – polski łyżwiarz szybki i trener[265]
  - Israel Vázquez – meksykański bokser[266][267]
- 2 grudnia
  - Lucjan Brychczy – polski piłkarz i trener[268]
  - Helmut Duckadam – rumuński piłkarz[269]
  - Neale Fraser – australijski tenisista[270]
  - Héctor Luis Gutiérrez Pabón – kolumbijski duchowny rzymskokatolicki, biskup pomocniczy Cali (1987–1998), biskup Chiquinquirá (1998–2003) i Engativá (2003–2015)[271]
  - Marlos Nobre(inne języki) – brazylijski kompozytor[272]
  - Don Ohl – amerykański koszykarz[273]
- 1 grudnia
  - Niels Arestrup – francuski aktor[274]
  - Terry Griffiths – walijski snookerzysta, mistrz świata (1979)[275]
  - Włodzimierz Halik – polski kontrabasista i saksofonista jazzowy[276]
  - Józefa Siwiec – polska śpiewaczka ludowa, kierowniczka zespołu śpiewaczego „Zakukała kukułecka”[277]
  - Artur Trendak – polski przedsiębiorca, założyciel Aviation Artur Trendak[278]
  - Józef Wojnar – polski historyk, trener, nauczyciel akademicki, profesor, dziekan WWFiF Politechniki Opolskiej (1998–2005)[279][280]
  - Ilke Wyludda – niemiecka lekkoatleta, dyskobolka, mistrzyni olimpijska (1996) i Europy (1990, 1994)[281]

- nieznana data dzienna
  - Aleksiej Bugajew – rosyjski piłkarz, uczestnik mistrzostw Europy (2004)[282].
  - Jan Wojciech Krzyszczak – polski aktor[283][284]
  - Dimitrios Wlachopulos – grecki prawnik i polityk, parlamentarzysta (1974–1981), poseł do PE I kadencji (1981)[285]